# D.I.M. Motor

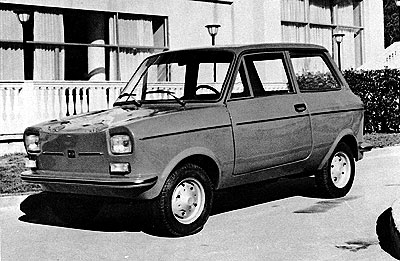
Dim

D.I.M. Motor, George E. Dimitriadis & Co. war ein Automobilhersteller aus Griechenland.

## Unternehmensgeschichte
George E. Dimitriadis, der zuvor Bioplastic leitete, gründete das Unternehmen 1977 zur Produktion von Automobilen. Der Unternehmenssitz war an der Lekka-Straße 23–25 in Athen. Die Fabrik befand sich in Acharnes. Im gleichen Jahr wurde das erste Modell auf dem Genfer Auto-Salon präsentiert. Teilnahmen an weiteren Automobilausstellungen folgten. 1983 endete die Produktion. Eine andere Quelle nennt davon abweichend eine Serienfertigung zwischen 1981 und 1991. Insgesamt entstanden nur etwa zehn Exemplare.

## Fahrzeuge
Das einzige Modell war ein Kleinwagen. Für den Antrieb sorgte der Motor vom Fiat 126 mit zunächst 594 cm³ Hubraum. Später betrug der Hubraum 652 cm³. Der Motor war im Heck montiert und trieb die Hinterachse an. Ein Rohrrahmen bildete das Fahrgestell. Die Karosserie bestand aus glasfaserverstärktem Kunststoff (Polyester) und bot Platz für vier Personen. Bei einem Radstand von 198 cm betrug die Fahrzeuglänge 320 cm, die Fahrzeugbreite 150 cm und das Leergewicht 525 kg.